# Jazdkart I.
Jazdkart I. (psáno též Jazdgard), v íránské tradici známý pod přídomkem Bazegar (Hříšník), byl perský velkokrál z rodu Sásánovců vládnoucí v letech 399–421. Jeho otcem byl král Bahrám IV., synem a nástupcem král Bahrám V. (kromě něj jsou známi ještě synové Šápúr a Narsé).

## Vláda
Jazdkart patří k významnějším sásánovským králům a navzdory svému přízvisku proslul především jako nábožensky vstřícný muž. Za jeho vlády se v Seleukii nad Tigridem mohla konat vůbec první celoříšská synoda křesťanů, jež přijala závěry koncilu nikajského. I s Římany zachovával král velmi dobré vztahy, takže dokonce o sto let později kolovala pověst – dobovými prameny nedoložená – že císař Arcadius svěřil před smrtí poručnictví nad svým nezletilým synem Theodosiem do Jazdkartových rukou. Že tato náboženská a politická smířlivost způsobovala v zarathuštrovském kněžstvu nevoli, je nepochybné, ale nevysvětluje to ještě králův hanlivý přídomek – je také možné, že Jazdkart podporoval určitý směr v zarathuštrismu, stojící v rozporu s ortodoxií.
V posledních letech Jazdkartovy vlády se značně vyostřila vnitropolitická situace v říši. Někteří křesťané se začali chovat vzpurně a ve městě Hormizd-Ardašír v Chúzistánu dokonce strhli zarathuštrovský chrám ohně. Král musel na nátlak mágů roku 420 nařídit jejich perzekuci, která pak pokračovala i za vlády Bahráma V. Současně vypukla válka s východořímskou říší, jež ale měla spíše poziční charakter.
Jazdkart I. zemřel za záhadných okolností roku 421; mnohé podporuje domněnku, že byl zavražděn při spiknutí zosnovaném mágy a velmoži. Po jeho smrti došlo k určitým dynastickým zmatkům, jež ukončil až nástup prostředního králova syna Bahráma na trůn.